# Anchoa chamensis
Anchoa chamensis är en fiskart som beskrevs av Hildebrand, 1943. Anchoa chamensis ingår i släktet Anchoa och familjen Engraulidae. IUCN kategoriserar arten globalt som sårbar. Inga underarter finns listade i Catalogue of Life.